# 雷歐·波瓦
雷歐·波瓦（義大利語：Raoul Bova，1971年8月14日—）是一名義大利男演員。他出生在羅馬。2000年，波瓦和Chiara Giordano結婚，他們有三個孩子。2013年，波瓦和Giordano離婚。

## 作品
- 《托斯卡纳艳阳下》，2003年，饰演马切罗
- 《熟男我愛你》（義大利語：Scusa Ma Ti Chiamo Amore），2008年，饰演阿里克斯